# 대한민국의 지방관청
대한민국의 지방관청은 지방의 행정부등이 자리잡고 있는 지방정부의 청사이다. 대한민국의 행정 구역 체계에 따라 시·도청, 시·군·구청, 읍·면·동행정복지센터로 구분된다.

## 시·도청
특별시청, 광역시청, 특별자치시청, 도청, 특별자치도청은 특별시, 광역시, 특별자치시, 도, 특별자치도에 설치하는 기관이다.

## 시·군·구청
시청, 군청, 구청은 시, 군, 구에 설치하는 기관이다.

## 읍·면·동 행정복지센터
읍·면·동 행정복지센터는 읍, 면, 행정동에 설치하는 기관이다. 읍·면·동 행정복지센터는 2007년 9월 1일부터 2016년까지는 읍·면·동 주민센터, 2007년 8월 31일까지는 읍·면·동 사무소라고 칭했다. 관할 구역은 행정동과 일치하지만 다른 동에서 일시적으로 대리 관할하는 경우도 있으며, 군사분계선에 인접하여 주민이 없거나 매우 소수인 읍•면 지역은 인근의 다른 읍·면이 대리 관할한다.

## 같이 보기
- 대한민국의 행정 구역
- 대한민국의 도청 소재지